# Rhynchospora rudis
Rhynchospora rudis är en halvgräsart som beskrevs av Charles Baron Clarke. Rhynchospora rudis ingår i släktet småag, och familjen halvgräs. Inga underarter finns listade i Catalogue of Life.